# Gondo (Zwitserland)
Gondo is een Zwitsers grensplaatsje langs de Simplonpas nabij de Italiaanse grens. Gondo werd op 14 oktober 2000 grotendeels verwoest door een grote modderlawine, waarbij 13 mensen om het leven kwamen.

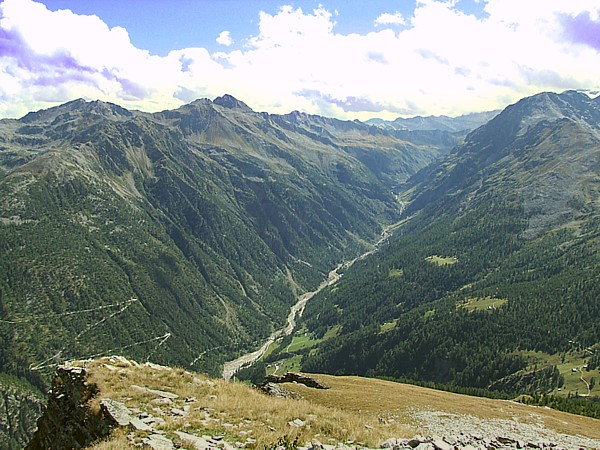
Vallei van Zwischbergen

- Gemeinsame Normdatei: 4714153-0
- Historisch woordenboek van Zwitserland: 008216
- Virtual International Authority File: 237465590